# Hofmark Altenmarkt
Die Hofmark Altenmarkt war eine geschlossene Hofmark des Klosters Baumburg mit Sitz in Altenmarkt an der Alz, heute eine Gemeinde im oberbayerischen Landkreis Traunstein.
Die Hofmark, die Teil des Herzogtums Bayern war, erhielt Mitte des 15. Jahrhunderts ihre Privilegien bestätigt. 
Durch die Säkularisation in Bayern 1802/03 endete die Grundherrschaft des Klosters Baumburg. 